# Giro de Italia 1947

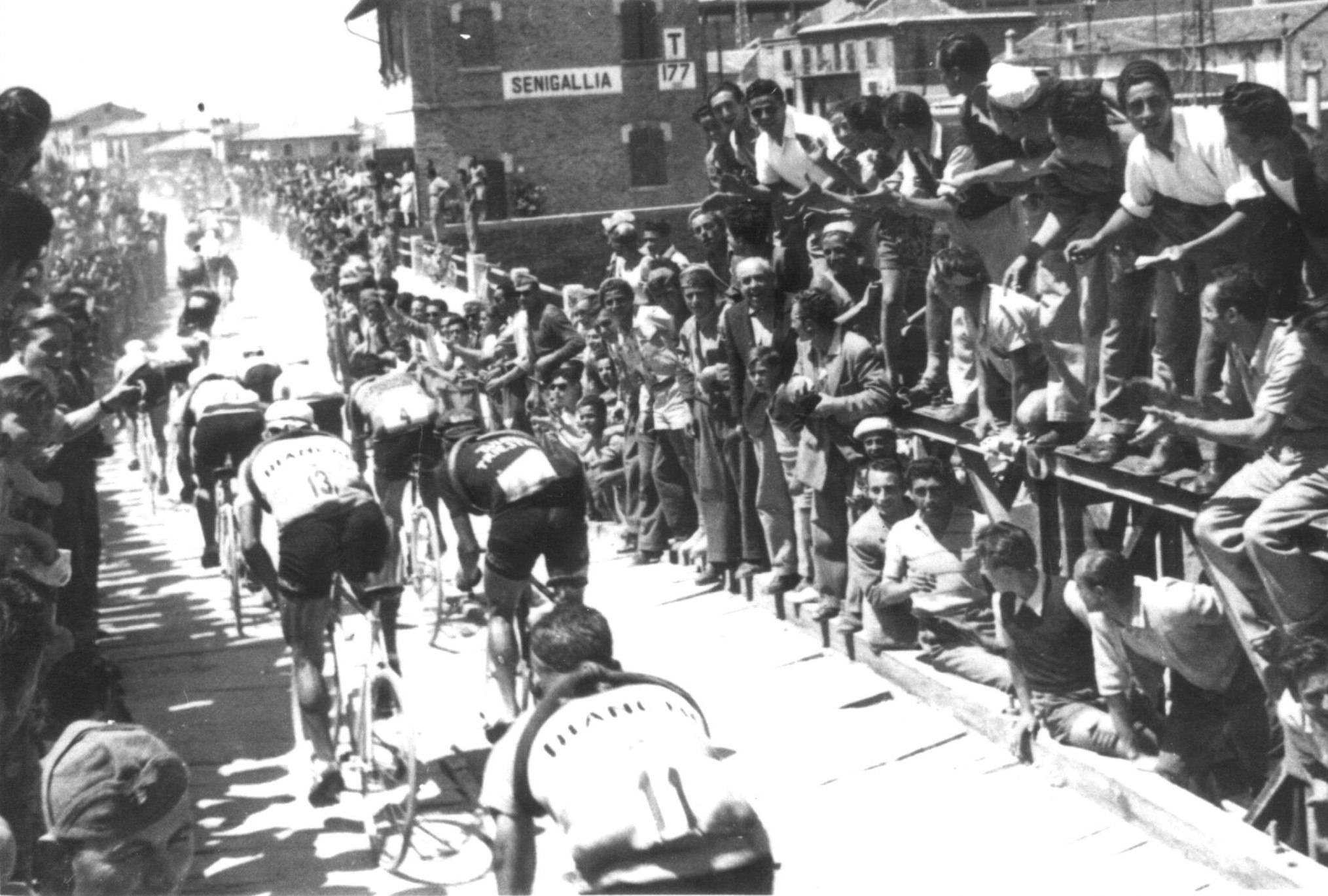
Giro de Italia pasando por Senigallia en 1947.

La 30.ª edición del Giro de Italia se disputó entre el 24 de mayo y el 15 de junio de 1947, con un recorrido de 19 etapas, una de ellas dobles, y 3843 km, que el vencedor completó a una velocidad media de 33,153 km/h. La carrera comenzó y terminó en Milán.
Tomaron la salida 84 participantes, de los cuales 50 terminaron la carrera. 
En esta edición, una vez más, la carrera fue un mano a mano entre Bartali y Coppi, principales exponentes del ciclismo italiano de la época, que finalmente se decantó del lado de Il campionissimo, que lograba así su segundo Giro de Italia.

## Etapas
| Etapa | Recorrido                       | Km  | Ganador            | Líder         |
| 1.ª   | Milán-Turín                     | 190 | Renzo Zanazzi      | Renzo Zanazzi |
| 2.ª   | Turín-Génova                    | 206 | Gino Bartali       | Renzo Zanazzi |
| 3.ª   | Génova-Reggio Emilia            | 220 | Luciano Maggini    | Renzo Zanazzi |
| 4.ª   | Reggio Emilia-Prato             | 190 | Fausto Coppi       | Gino Bartali  |
| 5.ªa  | Prato-Bagni de Casciana         | 84  | Luciano Maggini    | Gino Bartali  |
| 5.ªb  | Bagni de Casciana-Florencia     | 141 | Renzo Zanazzi      | Gino Bartali  |
| 6.ª   | Florencia-Perugia               | 161 | Giordano Cottur    | Gino Bartali  |
| 7.ª   | Perugia-Roma                    | 240 | Oreste Conte       | Gino Bartali  |
| 8.ª   | Roma-Nápoles                    | 231 | Fausto Coppi       | Gino Bartali  |
| 9.ª   | Nápoles-Bari                    | 288 | Elio Bertocchi     | Gino Bartali  |
| 10.ª  | Bari-Foggia                     | 199 | Mario Ricci        | Gino Bartali  |
| 11.ª  | Foggia-Pescara                  | 223 | Oreste Conte       | Gino Bartali  |
| 12.ª  | Pescara-Cesenatico              | 267 | Giovanni Corrieri  | Gino Bartali  |
| 13.ª  | Cesenatico-Padova               | 175 | Antonio Bevilacqua | Gino Bartali  |
| 14.ª  | Padova-Vittorio Veneto          | 132 | Adolfo Leoni       | Gino Bartali  |
| 15.ª  | Vittorio Veneto-Pieve di Cadore | 200 | Gino Bartali       | Gino Bartali  |
| 16.ª  | Pieve di Cadore-Trento          | 194 | Fausto Coppi       | Fausto Coppi  |
| 17.ª  | Trento-Brescia Sant'Eufemia     | 114 | Adolfo Leoni       | Fausto Coppi  |
| 18.ª  | Brescia Sant'Eufemia-Lugano     | 180 | Giulio Bresci      | Fausto Coppi  |
| 19.ª  | Lugano-Milán                    | 278 | Adolfo Leoni       | Fausto Coppi  |

## Clasificaciones
| \| 1. \| Fausto Coppi \| \| 115:55:07 \| \| 2. \| Gino Bartali \| \| + 1:43s \| \| 3. \| Giulio Bresci \| \| + 5' 54" \| \| 4. \| Ezio Cecchi \| \| + 15' 01" \| \| 5. \| Sylvère Maes \| \| + 15' 06" \| \| 6. \| Alfredo Martini \| \| + 19' 00" \| \| 7. \| Mario Vicini \| \| + 30' 46" \| \| 8. \| Salvatori Crippa \| \| + 31' 05" \| \| 9. \| Fiorenzo Magni \| \| + 34' 07" \| \| 10. \| Angelo Menon \| \| + 35' 49" \| |                  |                    |           |
| 1. | Fausto Coppi     | Bandera de Italia  | 115:55:07 |
| 2. | Gino Bartali     | Bandera de Italia  | + 1:43s   |
| 3. | Giulio Bresci    | Bandera de Italia  | + 5' 54"  |
| 4. | Ezio Cecchi      | Bandera de Italia  | + 15' 01" |
| 5. | Sylvère Maes     | Bandera de Bélgica | + 15' 06" |
| 6. | Alfredo Martini  | Bandera de Italia  | + 19' 00" |
| 7. | Mario Vicini     | Bandera de Italia  | + 30' 46" |
| 8. | Salvatori Crippa | Bandera de Italia  | + 31' 05" |
| 9. | Fiorenzo Magni   | Bandera de Italia  | + 34' 07" |
| 10. | Angelo Menon     | Bandera de Italia  | + 35' 49" |

| \| 1. \| Gino Bartali \| \| - \| \| 2. \| Fausto Coppi \| \| - \| \| 3. \| Giulio Bresci \| \| - \| |               |                   |   |
| 1.                                                                                                  | Gino Bartali  | Bandera de Italia | - |
| 2.                                                                                                  | Fausto Coppi  | Bandera de Italia | - |
| 3.                                                                                                  | Giulio Bresci | Bandera de Italia | - |

| \| 1. \| Welter \| \| WEL \| - \| |        |                   |     |   |
| 1.                                | Welter | Bandera de Italia | WEL | - |